# Who's Guilty?
Who's Guilty? é um seriado estadunidense de 1945, gênero suspense, dirigido por Howard Bretherton e Wallace Grissell, em 15 capítulos, estrelado por Robert Kent, Amelita Ward e Tim Ryan. Foi produzido e distribuído pela Columbia Pictures, e veiculou nos cinemas estadunidenses a partir de 13 de dezembro de 1945.
Foi o 28º entre os 57 seriados produzidos pela Columbia Pictures. Who's Guilty? foi uma rara tentativa de suspense policial em forma de seriado.

## Sinopse
Bob Stewart é chamado para investigar o assassinato de Henry Calvert, um rico empresário, com uma grande variedade de suspeitos à espera de sua herança.

## Elenco
- Robert Kent … Bob Stewart, detetive
- Amelita Ward … Ruth Allen
- Tim Ryan … Duke Ellis
- Jayne Hazard … Rita Royale
- Minerva Urecal … Mrs Dill.
- Charles B. Middleton … Patton e Walter Calvert
- Davison Clark … Henry Calvert
- Sam Flint … Horace Black
- Bruce Donovan … Curt Bennett
- Jack Ingram … Sargento Smith
- Milton Kibbee … Morgan Calvert
- Nacho Galindo … Pancho
- Robert Tafur … Jose
- Wheeler Oakman … Smiley
- Charles King … Burk

## Recepção crítica
Na opinião de Cline, "Robert Kent, como polícia investigador Bob Stewart, foi a única caracterização normal. O seriado foi uma “mistura complicada de vítimas e suspeitos... (Outros personagens) pareciam perdidos em um redemoinho de parcelas que nenhum deles podia entender".

## Produção
Sem dúvida inspirado no livro de Agatha Christie, “Ten Little Indians”, que foi filmado no mesmo ano pela United Artists como And Then There Were None.

## Capítulos
1. Avenging Visitor
2. The Unknown Strikes
3. Held fro Murder
4. A Killer at Bay
5. Human Bait
6. The Plunge of Doom
7. A Date with Fate
8. Invisible Hands
9. Fate's Vengeance
10. The Unknown Killer
11. Riding to Oblivion
12. The Tank of Terror
13. White Terror
14. A Cry in the Night
15. The Guilty One

Fonte: